# Liste der Monuments historiques in Moncel-sur-Vair
Die Liste der Monuments historiques in Moncel-sur-Vair führt die Monuments historiques in der französischen Gemeinde Moncel-sur-Vair auf.

## Liste der Objekte
| Bezeichnung                                              | Beschreibung                                          | Standort                                        | Kennzeichnung | Schutzstatus | Datum | Bild |
| -------------------------------------------------------- | ----------------------------------------------------- | ----------------------------------------------- | ------------- | ------------ | ----- | ---- |
| Osterleuchter                                            | Holz, 18. Jahrhundert                                 | Moncel-sur-Vair, in der Kirche St-Michel (Lage) | PM88001615    | Inscrit      | 2006  |      |
| Hauptaltar                                               | Holz, farbig gefasst und vergoldet, 18. Jahrhundert   | Gouécourt, in der Kirche St-Valère (Lage)       | PM88001102    | Classé       | 1994  |      |
| Zwei Skulpturen: Erzengel Michael und Heiliger Sebastian | Holz, farbig gefasst, 18. Jahrhundert                 | Moncel-sur-Vair, in der Kirche St-Michel (Lage) | PM88001103    | Classé       | 1994  |      |
| Glocke                                                   | Bronze, 1751 gegosse                                  | Gouécourt, in der Kirche St-Valère (Lage)       | PM88000415    | Classé       | 1921  |      |
| Prozessionskreuz                                         | Kupfer, vergoldet, zweite Hälfte des 18. Jahrhunderts | Moncel-sur-Vair, in der Kirche St-Michel (Lage) | PM88001614    | Inscrit      | 2006  |      |
| Uhrwerk                                                  | Schmiedeeisen, 18. Jahrhundert                        | Moncel-sur-Vair, in der Kirche St-Michel (Lage) | PM88001616    | Inscrit      | 2006  |      |
| Taufschale mit Deckel                                    | Zinn, 18. Jahrhundert                                 | Gouécourt, in der Kirche St-Valère (Lage)       | PM88001173    | Classé       | 2008  |      |